# Federico Valdés
Federico Carlos Valdés Lafontaine (Santiago, 10 de agosto de 1959) es un ingeniero industrial, académico, dirigente deportivo y empresario chileno. Desde 2011 es rector de la Universidad del Desarrollo.

## Formación
Estudió la Alianza Francesa de Santiago. Es ingeniero civil industrial de la Universidad de Chile y Máster of Science in Management de la Stanford University, de Estados Unidos.

## Club Universidad de Chile
Desde agosto de 2007 hasta 2012, fue presidente del Club Universidad de Chile, uno de los principales clubes de fútbol del país, del cual es declarado hincha desde al menos su juventud. Durante su presidencia, el Club ganó tres torneos nacionales y la Copa Sudamericana, primer torneo internacional del Club en su historia. Además, el equipo llegó a ser la base de la selección nacional. En 2012 fue reemplazado por José Yuraszeck como nuevo presidente por el periodo de tres años. Federico Valdés quedó a cargo de la comisión que estudiará la construcción del futuro estadio del club.
El lunes 6 de agosto de 2007 el recién nombrado directorio de la concesionaria Azul Azul Sociedad Anónima, formada para hacerse cargo del club luego de su quiebra, se reúne para elegir presidente. El principal accionista de ese entonces, Carlos Heller desiste de postular al cargo, aduciendo tener muchos compromisos personales que le impedirían dedicarse plenamente a la gestión del club, por lo que se levanta de manera unánime el nombre de Federico Valdés quien asume el cargo a partir de ese momento. A la salida de la reunión, Valdés declaró: "Acabamos de tener una primera reunión de directorio, cuyos integrantes fueron elegidos por unanimidad. Luego fuimos elegidos Carlos Heller como vicepresidente y yo como presidente", luego agregó "Ya estamos trabajando hace dos meses a través de dos comisiones, la de fútbol y la de gestión y marketing. Lo que tenemos que hacer es llevar a la U a lo más alto posible, lo más pronto posible y mi interés es que éste sea el mejor club del país".
Durante su gestión el club obtuvo tres Campeonatos Nacionales (2009-A, 2011-A y 2011-C) y una Copa Sudamericana (2011).

## Universidad del Desarrollo
Desde agosto de 2011 es rector de la Universidad del Desarrollo, cargo que asumió tras la muerte del rector Ernesto Silva Bafalluy, y donde hasta esa fecha se desempeñaba como prorrector y vicerrector económico, así como integrante del Consejo Directivo de la UDD.